# Frente Despertar
Il Frente Despertar è una coalizione politica argentina, formata da Uniti per la Libertà e la Dignità, dall'Unione del Centro Democratico, dal Partito Libertario e dal Partito Democratico di Mendoza.
Ha partecipato alle elezioni presidenziali del 2019 candidando l'economista José Luis Espert, che ha dichiarato la sua intenzione di partecipare alla corsa presidenziale il 23 dicembre 2018.
Da dicembre 2020 la coalizione ha cambiato nome in Avanza Libertad.
L'alleanza stava per terminare a causa dell'improvviso cambio di fronte di Alberto Asseff, presidente del Partito Nazionalista Costituzionale UNIR, ma grazie alla firma del sigillo di UNITE pochi giorni dopo, riuscì a partecipare a queste elezioni. Attualmente è una delle forze di opposizione alla gestione del Frente de Todos.
Nei mesi di settembre e ottobre la coalizione ha incorporato l'economista Javier Milei che ha annunciato la sua candidatura a deputato nazionale per la città di Buenos Aires. Inoltre, sono stati firmati accordi e si sono tenuti incontri con il Partito Democratico di Buenos Aires e il Partito Autonomista di Buenos Aires che cercano di formare una più ampia coalizione liberale per le elezioni del 2021.

## Proposte
La piattaforma elettorale di Frente Despertar ha 13 proposte; erano state annunciate contemporaneamente alla candidatura di Espert e pubblicate sul sito web della coalizione, dove vengono spiegate in modo più dettagliato.
- Eliminare o ridurre le tariffe sulle importazioni a un minimo basso e uniforme;
- Firmare accordi di libero scambio con qualsiasi regione o Paese che desideri accedere al mercato locale;
- Rimuovere le tariffe sulle esportazioni (chiamate "retenciones");
- Concentrarsi sui settori più indifesi;
- Trasformare i programmi di assistenza sociale in esborsi per i piani sanitari e educativi e per le cucine comunitarie;
- Abbassare il carico fiscale, eliminando o riducendo le tasse;
- Mantenere la responsabilità fiscale;
- Ridurre la spesa pubblica per la politica;
- Porre fine alla compartecipazione e proporre una regionalizzazione politica delle province per rendere più autofinanziate le giurisdizioni;
- Porre fine a ogni regime di promozione industriale o regionale;
- Porre fine al sindacalismo e ai contratti collettivi di lavoro;
- Riformare il sistema educativo;
- Riformare il codice penale e il codice di procedura, imponendo pene di effettiva osservanza ed eliminando le garanzie costituzionali a favore dei criminali.

## Risultati elettorali
| Elezione               | Elezione    | Voti    | %    | Seggi   |
| ---------------------- | ----------- | ------- | ---- | ------- |
| Presidenziali del 2019 | Primarie    | 550.593 | 2,16 | -       |
| Presidenziali del 2019 | Primo turno | 394.206 | 1,47 | -       |
| Presidenziali del 2019 | Camera      | 113.812 | 0,44 | 0 / 257 |
| Presidenziali del 2019 | Senato      | 38.970  | 0,69 | 0 / 72  |